# Миновка (Днепропетровская область)
Миновка (укр. Минівка) — село, Заплавский сельский совет, Магдалиновский район, Днепропетровская область, Украина.
Код КОАТУУ — 1222383004. Население по переписи 2001 года составляло 458 человек.

## Географическое положение
Село Миновка находится на правом берегу канала Днепр — Донбасс, выше по течению на расстоянии в 3 км расположено село Чернетчина, ниже по течению на расстоянии в 2,5 км расположено село Котовка, на противоположном берегу — село Краснополье. Вокруг села несколько заболоченных озёра. Через село проходит автомобильная дорога Т-0412.

## История
- История села Миновка начинается в 1877 году, когда сюда переселился козак Мина.

## Объекты социальной сферы
- Школа.
- Детский сад.